# ꟻ
La ꟻ, f invertida o f espejo (:Latin reflected F.svg|12x12px]]) es una letra obsoleta y adicional de la escritura latina que se usa en inscripciones epigráficas para abreviar las palabras filia o femina. También se usó anteriormente en la escritura de los idioma abaza , abjasio , adigué y cabardiano en las décadas de 1920 y 1930.

la f invertida pequeña

No se debe confundir con la Ⅎ

## Uso
Su uso era representar una fricativa postalveolar sorda Labializada /ʃʷ/

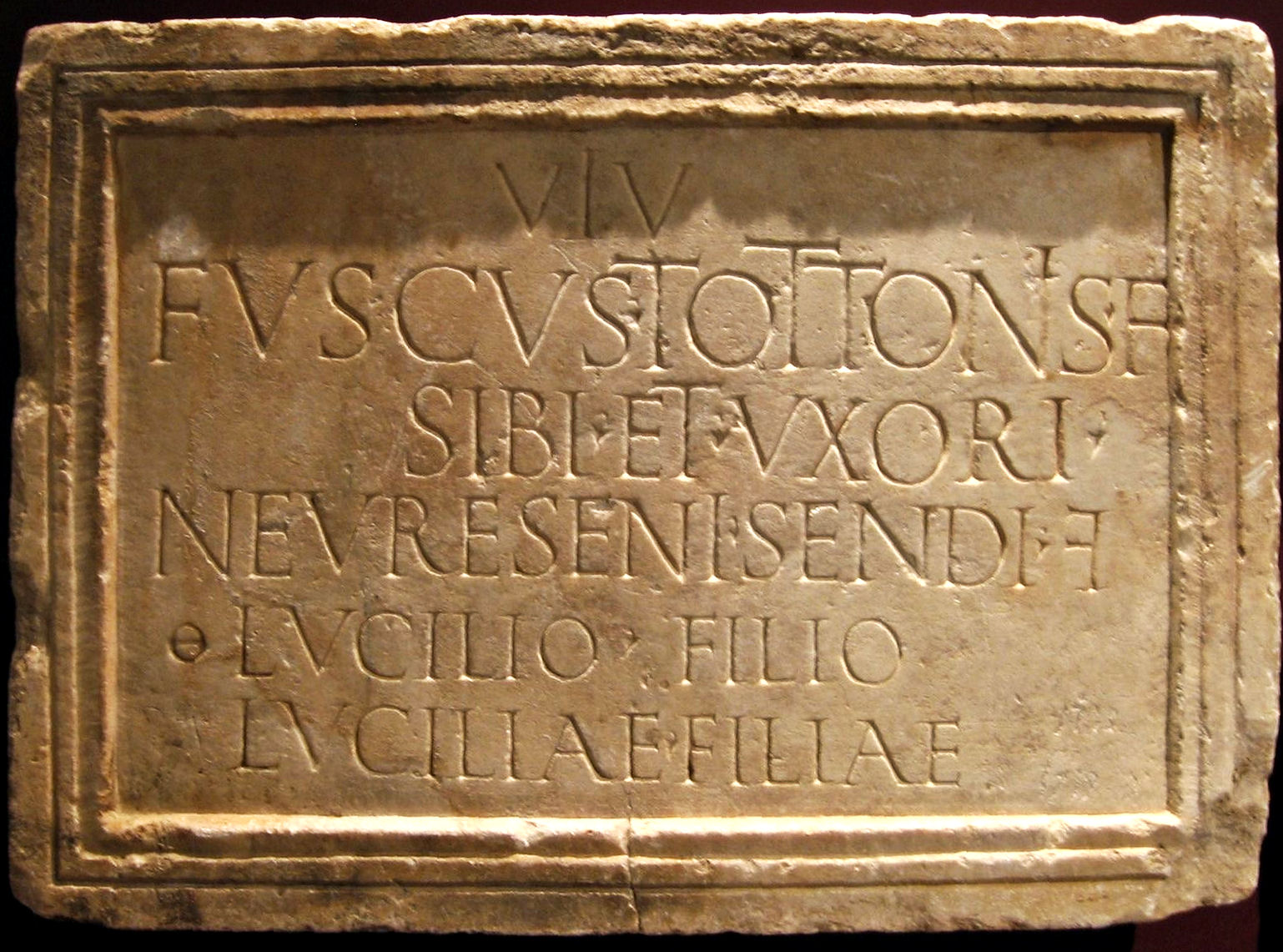
epitafio de fuscus en arrien en bethmale(Ariège) con f invertida para abreviar filiae

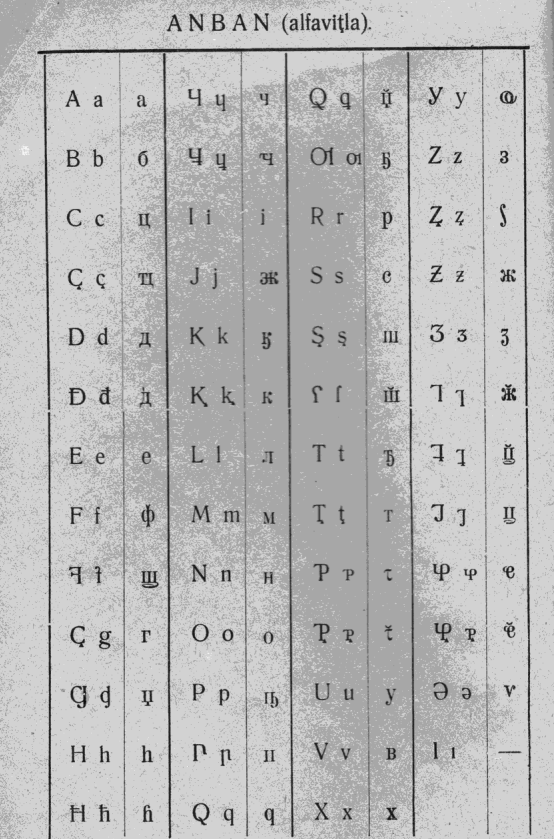
alfabeto abjasio latino con la f invertida

.

## Unicode
La f invertida mayúscula se codifica con el código U+A7FB
mientras que la minúscula no tiene código.